# Neuville-lès-Decize
 Neuville-lès-Decize  es una población y comuna francesa, situada en la región de Borgoña, departamento de Nièvre, en el distrito de Nevers y cantón de Dornes.

## Demografía
| 319 | 265 | 250 | 235 | 237 | 255 |
| Para los censos de 1962 a 1999 la población legal corresponde a la población sin duplicidades (Fuente: INSEE [Consultar]) |     |     |     |     |     |